# Rhophodon elizabethae
Rhophodon elizabethae är en snäckart som beskrevs av Stanisic 1990. Rhophodon elizabethae ingår i släktet Rhophodon och familjen Charopidae. Inga underarter finns listade i Catalogue of Life.